# Ammoniumklorid
Ammoniumklorid, ammoniumchlorid eller salmiak (de af Kemisk Ordbog anbefalede navne) er et salt, som til daglig kendes fra slik og rengøringsmidler. Det dannes bl.a. (somme tider utilsigtet)[kilde mangler] ved en reaktion mellem saltsyre og en opløsning af ammoniak.  
Salmiak, som kommer af latin: sal ammoniacum ("ammontemplets salt").[kilde mangler]
Et EU-direktiv prøvede i 2012 at forbyde slik med et salmiakindhold på over 3‰ hvilket ville betyde enden for salmiaklakrids. Direktivet blev dog nedstemt.

## Tekniske anvendelser
Salmiak bruges blandt andet:
- I hårshampoo
- I lim til krydsfiner
- Som smagsstof i vodka og slik som f.eks. lakrids og bolsjer
- Som en ingrediens i visse rengøringsmidler.
- Som elektrolyt i batterier.
- Som tilsætningsstof i kvægfoder.
- Til at begrænse oxidation under smeltning af legeringer med tin.

## Sundhed og sygdom
Salmiak har været anvendt som hostemedicin: Ammoniakdampe fra midlet får luftvejene til at udskille mere slim, som så skulle være nemmere at hoste op. Der er dog ikke meget, der tyder på, at denne behandling har nogen reel effekt.
|  | Infoboks uden skabelon Denne artikel har en infoboks dannet af en tabel eller tilsvarende. |